# Arià Paco Abenoza
Arià Paco Abenoza   (Vilanova del Camí, 1993) és un filòsof i escriptor català. Es va graduar en Filosofia per la Universitat de Barcelona, on també va fer un màster en Filosofia Analítica, i més endavant es va doctorar en Filosofia per la Universitat d'Arizona, gràcies a una beca de La Caixa. També es va formar en oratòria a la Universitat Pompeu Fabra i va guanyar quatre vegades la Lliga de Debat de la Universitat de Barcelona, amb la qual cosa n'ensenyaria a totes dues universitats. A banda, té articles publicats a Núvol i l'Anoia Diari, està qualificat com a actor de doblatge per l'Escola Catalana de Doblatge i fa de narrador d'audiollibres.

## Obra publicada
- Mentir a les mosques (Servei de Publicacions de la Universitat Autònoma de Barcelona, 2020)
- Covarda, vella, tan salvatge (Amsterdam Llibres, 2022)
- Teoria del joc (Editorial Anagrama, 2025)

## Premis i reconeixements
- 2020 - Premi de Novel·la Valldaura-Memorial Pere Calders, per Mentir a les mosques[1]
- 2022 - Premi Roc Boronat, per Covarda, vella, tan salvatge[1]
- 2025 - Premi Llibres Anagrama, per Teoria del joc[4]